# Скорий (колісний пароплав)
«Скорий» (рос. Скорый) — перший військовий транспортний колісний пароплав Балтійського флоту Російської імперії.
Пароплав «Скорий» був закладений на Іжорському адміралтейському заводі в 1816 році. Був обладнаний вертикальною паровою машиною Уатта фабричного типу потужністю 32 номінальних кінських сил Спущений на воду в 1817 році. Спорудження закінчено в 1818 році..
Судно використовувалось для роботи в портах Балтійського моря.
Пароплав був виведений із складу флоту і розібраний у 1839 році.